# Javier Pellicer
Javier Pellicer Moscardó es un escritor y carpintero  español nacido en 1978 en Benigánim (Valencia), especializado en Literatura fantástica y Novela histórica.

## Biografía
Fue ganador del I Premio Cryptshow Festival de Relato Fantástico 2008 y finalista de la edición del año siguiente del mismo certamen, en la categoría de ciencia ficción. También ha sido finalista en el "Monstruos de la razón" 2009, en la sección de terror. Su trabajo “La ciudad de los monstruos” obtuvo un premio finalista, accésit y mención especial en el I Premio de Novela Corta Katharsis 2008.
Ha participado en diversas antologías, entre ellas varias relacionadas con la web H-Horror, así como en "Su universo a través" (DH) y "Crónicas de la Marca del Este" vol. 1 y 2 (Holocubierta). Su novela corta "La Sombra de la Luna" se ofrece gratis desde la plataforma solidaria de Save the Children “1libro1euro”. “El espíritu del lince” (Ediciones Pàmies, 2012), ambientada en la cultura íbera y la invasión cartaginesa del siglo III a. C., y que ha cosechado excelentes críticas, es su primera novela publicada. Gracias a esta obra, Pellicer fue finalista de los IV Premios Literatura Histórica Hislibris en 2013, en el apartado de mejor autor novel.
En 2013 publicó su segunda obra en solitario a nivel profesional, "Legados", con la que volvió al género fantástico. La historia transcurre en el mundo del exitoso juego de rol de creación española "Aventuras en la Marca del Este".
Para su tercera novela, Pellicer hizo una nueva incursión en la novela histórica con "Leones de Aníbal", donde regresó al siglo III a. C. para narrar el viaje de Aníbal Barca hasta suelo itálico, al principio de la segunda guerra púnica, a través de los ojos de los soldados del general cartaginés.
Su siguiente novela, “Lerna. El legado del minotauro”, es una magna obra que narra uno de los mitos fundacionales de Irlanda narrado en “Lebor Gabála Érenn”: la llegada a la isla del pueblo de Partolón. El autor otorga contexto histórico a esta leyenda conectándola con una de las grandes culturas de la Edad de Bronce, la Civilización minoica del mítico rey Minos.

## Obra

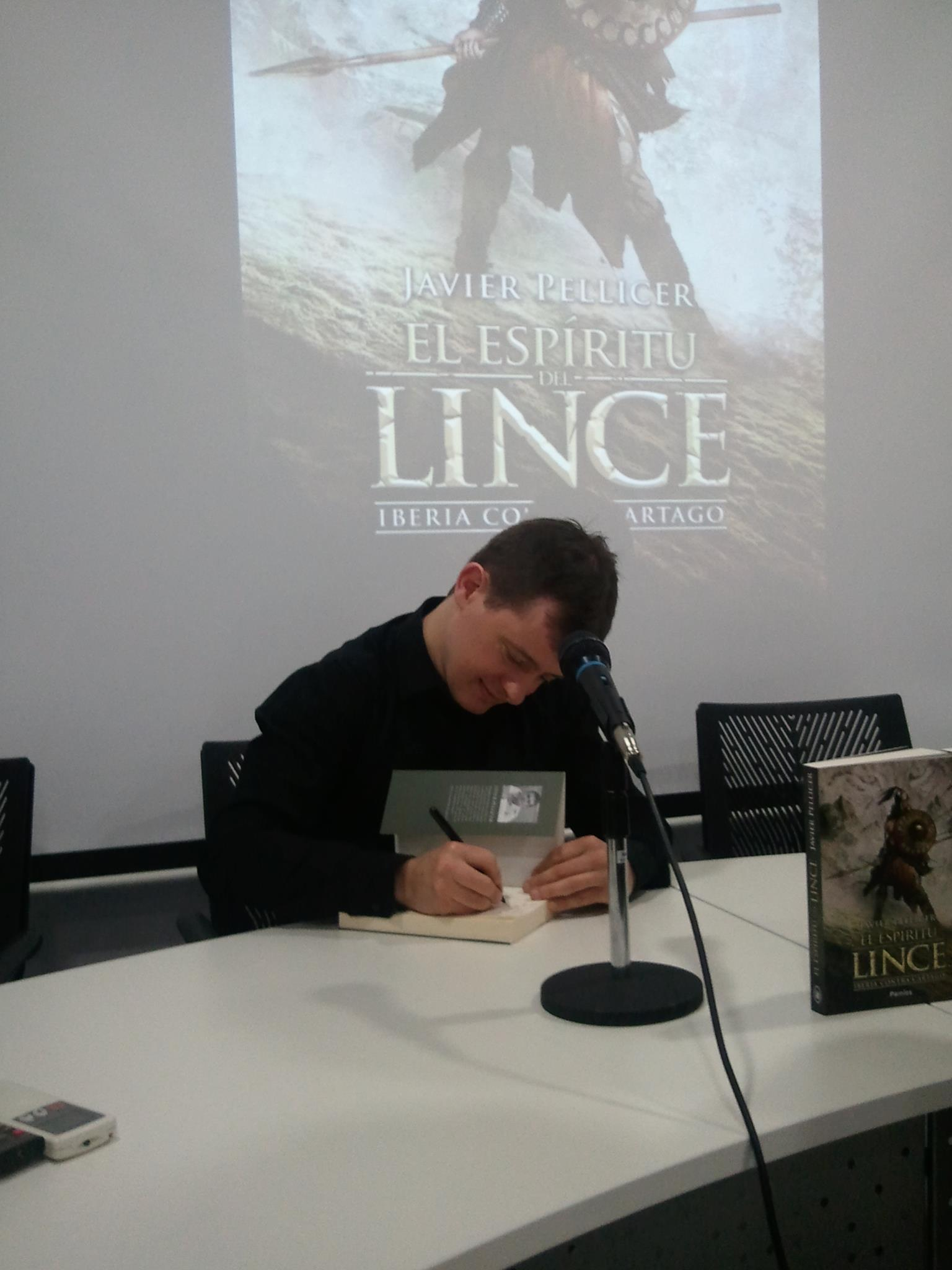
Presentación de El espíritu del lince en Benigánim (27-4-2012)

### Libros en solitario
- La Sombra de la Luna, 1libro1euro, 2011
- El espíritu del lince, Ediciones Pàmies, 2012
- Legados, Ediciones Holocubierta, 2013
- Leones de Aníbal, Edhasa, 2018
- Lerna. El legado del minotauro, Edhasa, 2020
- El tesoro de La Girona, Edhasa, 2023

### Antologías de relatos compartidas
- IV Certamen de poesía y relato GrupoBuho.com, Editorial GrupoBuho, 2007
- V Certamen de poesía y relato GrupoBuho.com, Editorial GrupoBuho, 2008
- A contrarreloj II, Editorial Hipalage, 2008
- I Certamen de relatos HELLinFILM , Bubok, 2008
- Cryptonomikon, Cryptshow Festival, 2008
- Monstruos de la razón I, Saco de huesos, 2009
- Su universo a través, DH Ediciones, 2010
- Crónicas de la Marca del Este vol. 1, Holocubierta, 2011
- Crónicas de la Marca del Este vol. 2, Holocubierta, 2011
- Legendarium, Toomboktu, 2012
- Ilusionaria 2, Dolmen, 2012[8]